# Aermacchi Ala Rossa-serie
De Aermacchi Ala Rossa-serie was een serie motorfietsen die door het Italiaanse merk Aermacchi werd geproduceerd.

## Voorgeschiedenis
Vliegtuigbouwer Aeronautica Macchi ging in de jaren vijftig eerst scooters en later ook motorfietsen maken. Het eerste motorfietsmodel, de Aermacchi Corsaro 150, was in 1955 geen succes gebleken en dat gebeurde ook met de zeer ruim van plaatwerk voorziene Chimera 175. Daarom besloot men in 1957 een aantal nieuwe modellen uit te brengen. Naast de 250cc-versie van de Chimera ook drie typen zonder plaatwerk: de Ala Verde 250, de Ala Bianca 175 en de Ala Rossa 175

## Ala Rossa 175
Van de 175cc-modellen was de Ala Rossa (Rode Vleugel) wat sportiever en de Ala Bianca (Witte Vleugel) wat toeristischer. Net als de Chimera had de Ala Rossa een luchtgekoelde eencilinder kopklepmotor met stoterstangen. De cilinder lag vrijwel plat onder een hoek van 165°. Aan het linker uiteinde van de krukas zat een meervoudige natte platenkoppeling en van daaruit werd de versnellingsbak door tandwielen aangedreven. Deze had vier versnellingen die door een hak-teen schakeling aan de rechterkant werden geschakeld. Er was een 22 mm Dell'Orto carburateur gemonteerd en de benzinetank bevatte 18 liter. De machine had een ruggengraatframe met een centrale buis en aan de voorkant was een Upside Down-voorvork gemonteerd. Achter zat een normale swingarm met twee veer/demperelementen. Het achterframe was helemaal veranderd met twee oplopende delen vanaf de onderkant van de versnellingsbak naar de bovenste ophangpunten van de schokdempers. Met zijn 13 pk was de Ala Rossa veel sterker en sneller dan zijn toeristische broer Ala Bianca, die slechts 9,35 pk leverde, maar ook sterker dan concurrenten zoals de Moto Guzzi Lodola Sport 175.

## Ala Rossa 175 Sport
In 1960 verscheen de Ala Rossa 175 Sport, die nog iets meer vermogen leverde dan de originele Ala Rossa. Hoelang de Sport in productie bleef is niet bekend, maar in elk geval was het model in 1966 nog leverbaar en te koop voor 275.000 lire.

## Ala Rossa 175 GT
In 1967 verscheen de Ala Rossa 175 GT. Dat was feitelijk toch weer een toermodel, terwijl de Ala Rossa-serie eigenlijk als sportmodel te boek stond. Wellicht werd de GT uitgebracht omdat de Ala Bianca inmiddels uit productie was gegaan. Ondanks de veel kleinere (18 mm) carburateur werd de machine ook opgegeven voor 13pk. Van de Ala Rossa 175 GT werden slechts 37 exemplaren geproduceerd.

### Races
Zowel de Ala Verde 250 als de Ala Rossa 175 werden vrijwel vanaf het begin populair in amateurraces. Het zwaartepunt lag door de liggende motor erg laag en de handelbaarheid was uitstekend. Dat leidde al snel tot de Ala d'Oro-serie, maar voor mensen die een Ala d'Oro niet konden betalen bleven de Ala Rossa en de Ala Verde een goed alternatief.

### Technische gegevens
| Aermacchi              | Ala Rossa 175                     | Ala Rossa 175 Sport               | Ala Rossa 175 GT                  |
| ---------------------- | --------------------------------- | --------------------------------- | --------------------------------- |
| Periode                | 1957-1965                         | 1960-?                            | 1967-1968                         |
| Categorie              | sportieve toermotor               | sportieve toermotor               | toermotor                         |
| Motortype              | viertakt OHV                      | viertakt OHV                      | viertakt OHV                      |
| Bouwwijze              | liggende (165°) eencilinder       | liggende (165°) eencilinder       | liggende (165°) eencilinder       |
| boring                 | 60 mm                             | 60 mm                             | 60 mm                             |
| slag                   | 61 mm                             | 61 mm                             | 61 mm                             |
| Cilinderinhoud         | 172,5 cc                          | 172,5 cc                          | 172,5 cc                          |
| Carburateur            | Dell'Orto UB22 BS2                | Dell'Orto UB22 BS2                | Dell'Orto UA18 BS3                |
| Smeersysteem           | wet sump systeem                  | wet sump systeem                  | wet sump systeem                  |
| Compressieverhouding   | 8,5:1                             | 9:1                               | 7:1                               |
| Max. Vermogen          | 9,6 kW/13 pk bij 6.500 tpm        | 9,6 kW/13 pk bij 7.500 tpm        | 9,6 kW/13 pk bij 7.500 tpm        |
| Topsnelheid            | 125 km/h                          | 130 km/h                          | onbekend                          |
| Primaire aandrijving   | tandwielen                        | tandwielen                        | tandwielen                        |
| koppeling              | meervoudige natte platenkoppeling | meervoudige natte platenkoppeling | meervoudige natte platenkoppeling |
| versnellingen          | 4                                 | 4                                 | 4                                 |
| Secundaire aandrijving | ketting                           | ketting                           | ketting                           |
| Rijwielgedeelte        | ruggengraatframe                  | ruggengraatframe                  |                                   |
| Voorvork               | Upside Down-voorvork              | Upside Down-voorvork              | Upside Down-voorvork              |
| Achtervork             | swingarm                          | swingarm                          | swingarm                          |
| Remmen                 | trommelremmen                     | trommelremmen                     | trommelremmen                     |
| Tankinhoud             | 18 liter                          | onbekend                          | onbekend                          |
| Droog gewicht          | 112 kg                            | 112 kg                            | onbekend                          |